# Gioia Tauro
Gioia Tauro é uma comuna italiana da região da Calábria, província de Reggio Calabria, com cerca de 18.483 habitantes. Estende-se por uma área de 38 km², tendo uma densidade populacional de 486 hab/km². Faz fronteira com Palmi, Rizziconi, Rosarno, San Ferdinando, Seminara.
A cidade já foi a antiga Matauros, antiga colônia grega fundada pelos habitantes de Zanklê (hoje Messina) por volta de 650 a.C.
Gioia Tauro fica próxima Reggio di Calabria e ao Estreito de Messina, quase no extremo sul da Calábria. è batida pelos ventos Sirocco, Mistral (ou Ponente) e pelo Libeccio.
A cidade tem um importante porto, o maior da Itália, 7º para Containers da Europa. Esse porto foi, porém, classificado como aquele por onde chegam 80% da cocaína que vem da Colômbia para toda a Europa. Também através de Gioia Tauro ocorre tráfico internacional de armas. Essas atividades ilegais são comandadas pela 'Ndrangheta.

## Demografia
| Variação demográfica do município entre 1861 e 2011                               |
|                                                                                   |
| Fonte: Istituto Nazionale di Statistica (ISTAT) - Elaboração gráfica da Wikipedia |